# Chinnor
Chinnor is een civil parish in het bestuurlijke gebied South Oxfordshire, in het Engelse graafschap Oxfordshire met 5924 inwoners.

## Galerij

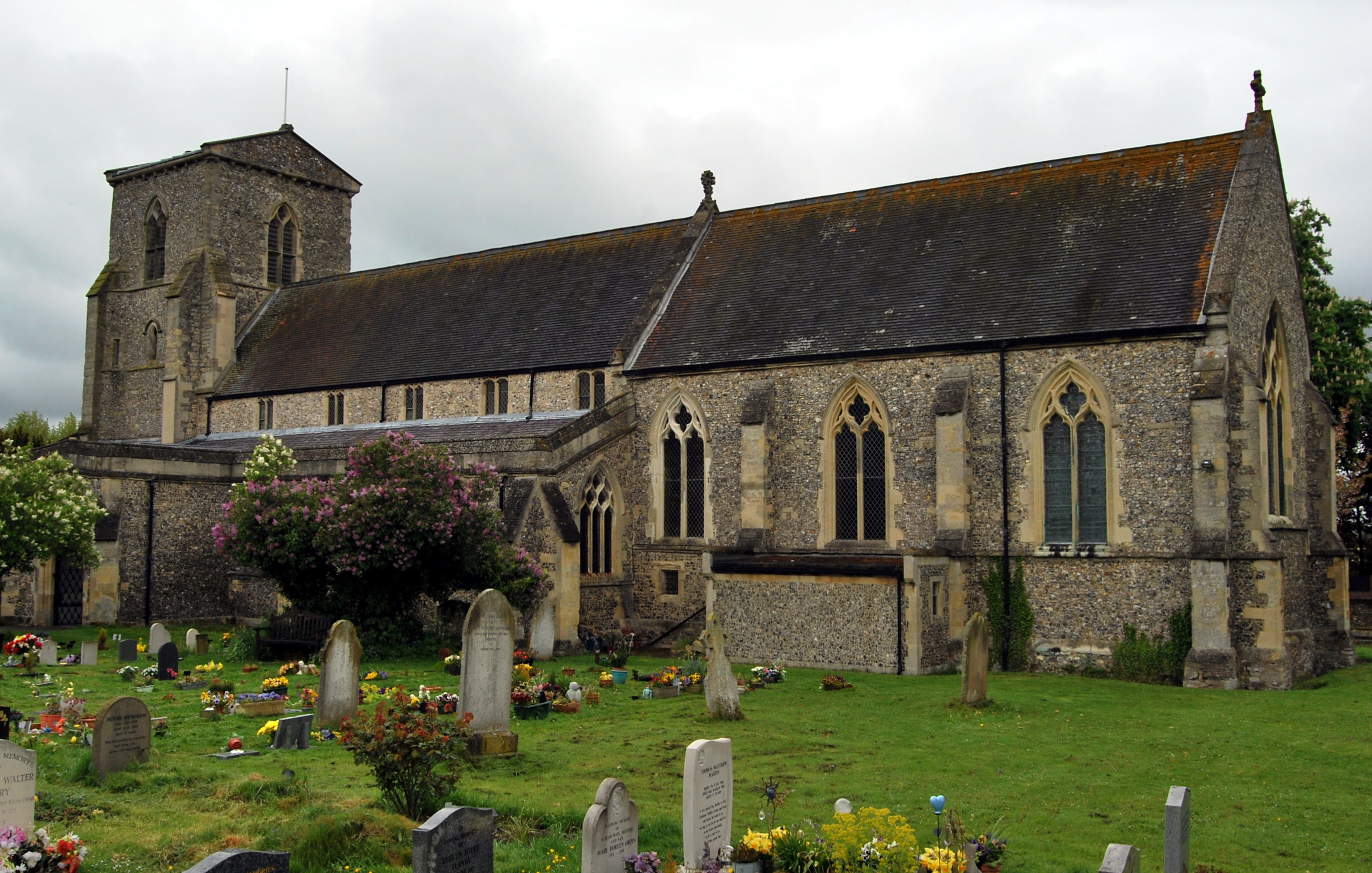
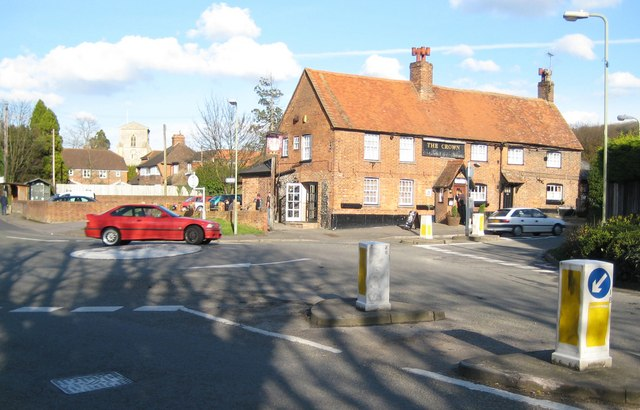
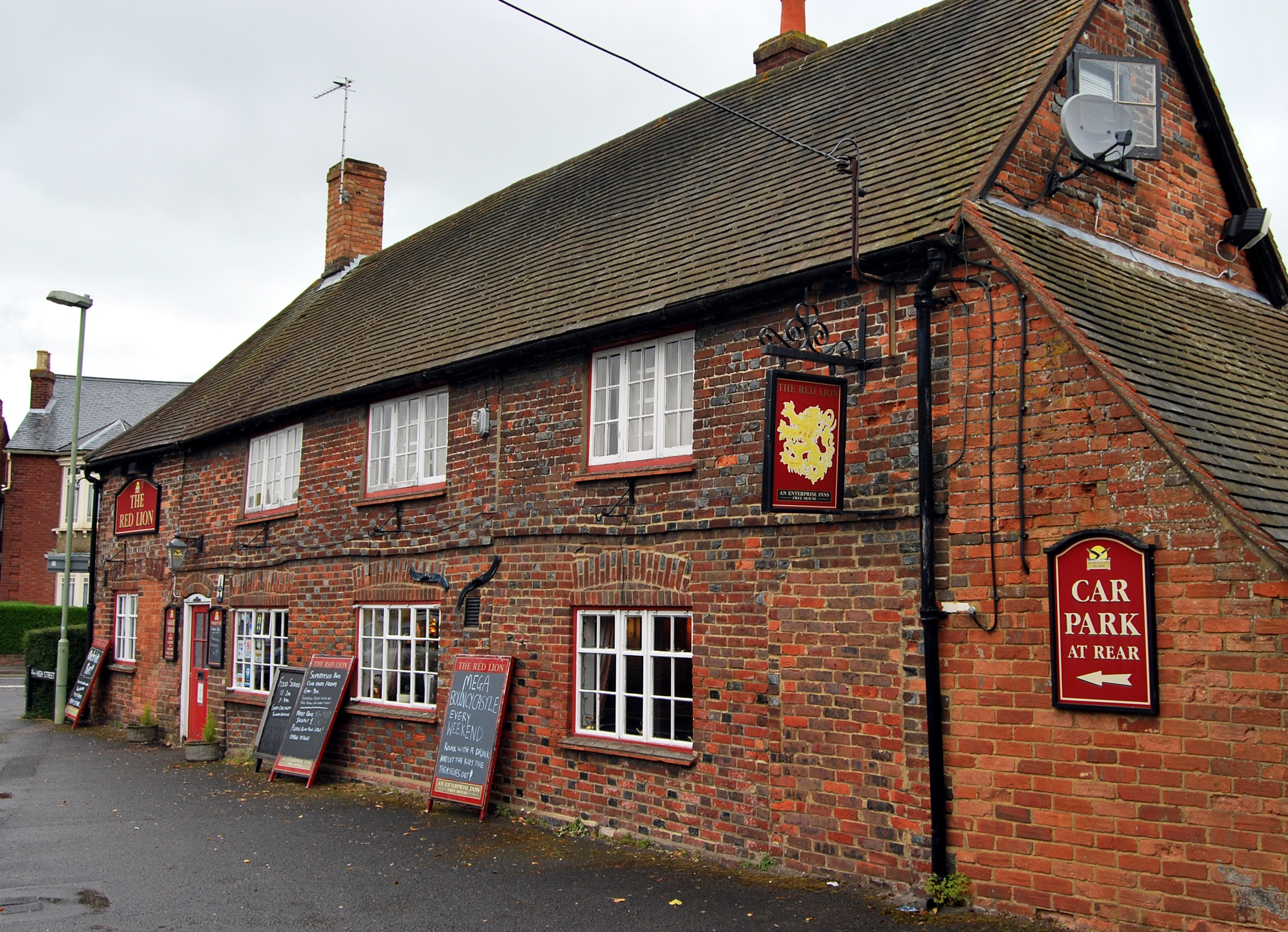